# بی‌دولتی، دولت، آرمان‌شهر
بی‌دولتی، دولت، آرمان‌شهر یک ترجمهٔ فارسی از کتابِ آنارشی، دولت و اتوپیای رابرت نازیک است که در سال ۱۳۹۵ توسط نشر مرکز منتشر شد. این کتاب در زمینه فلسفه غرب بوده و در زمستان ۱۳۹۶ به عنوان کتاب شایسته تقدیر دانسته شد.
کتاب بی‌دولتی، دولت، آرمان‌شهر به عنوان یکی از  کتابهای  شایسته تقدیر در برگزیدگان سی و پنجمین دوره کتاب سال ایران انتخاب شد.
مراسم سی و پنجمین دوره جایزه کتاب‌سال جمهوری اسلامی ایران و بیست و پنجمین دوره جایزه جهانی کتاب سال با حضور حسن روحانی، رئیس‌جمهوری ایران ۱۸ بهمن ۱۳۹۶ در تالار وحدت برگزار شد.

## دربارهٔ کتاب
نویسنده در کتاب حاضر به سال ۱۹۷۴ کوشیده است به کتاب عدالت به‌مثابه انصاف اثر جان رالز که در سال ۱۹۷۱ نوشته شد، پاسخ دهد. در توضیحات پشت جلد کتاب آمده است: «مهم‌ترین دغدغه‌های نویسنده که از همان آغاز در مقدمهٔ کتاب بیان می‌شوند از این قرارند: آدمیان حقوقی دارند و کارهایی هست که هیچ شخص یا گروهی نمی‌تواند با آنان انجام دهد، مگر با نقض حقوقشان. حقوق آدمی چنان مستحکم و وسیع‌اند که می‌توان پرسید دولت و دولتمردان چه کاری را مجازند بکنند. از مهم‌ترین نتایجی که این کتاب دربارهٔ دولت به آن می‌رسد این است که دولت کمینه دولت موجه است یعنی دولتی که فقط کارکردهای محدود اعمال قراردادها، محافظت از افراد در برابر زور و دزدی و کلاه‌برداری و شبیه این‌ها را دارد. دولتی بزرگ‌تر از دولت کمینه این حق اشخاص را که نمی‌توان به بعضی کارها وادارشان کرد نقض می‌کند و ناموجه است؛ و سر دیگر این که دولت کمینه هم بر حق است و هم برانگیزنده»

## جوایز
- کتاب برگزیده سال ۱۳۹۶[۱]

## کتاب سال
کتاب سال عنوان یک جایزه نیمه‌دولتی ایرانی است که هر ساله در بهمن ماه توسط خانه کتاب ایران با تأیید نهایی وزیر فرهنگ و ارشاد اسلامی به نویسندگان برگزیده و شایسته تقدیر در بخش‌های کلیات، فلسفه و روان‌شناسی، دین، علوم اجتماعی، زبان، علوم کاربردی، هنر، ادبیات و تاریخ و جغرافیا اعطا می‌شود.
پیش تر این جایزه تحت عنوان جایزه سلطنتی کتاب سال از سوی بنیاد پهلوی به کتاب‌های برگزیدهٔ اهدا می‌شد و تا نوروز ۱۳۵۷ ادامه داشت.

### ۳۵امین دوره
در سی و پنجمین دوره کتاب سال ایران آثار منتشر شده در بازه زمانی فروردین تا اسفند ۹۵ مورد ارزیابی و داوری قرار گرفته است. در مجموع ۵۵ هزار عنوان کتاب در این دوره قرار داشت که در نهایت ۲۵۵ اثر به مرحله دوم داوری راه یافت که در ۱۱ موضوع از جمله شامل کلیات، فلسفه، روان‌شناسی، فیلم، کودک و نوجوان و … در ۷۲ گروه مورد ارزیابی قرار گرفت. همچنین ۲۸ اثر تألیفی، ۱۳ اثر ترجمه ای و دو اثر تصحیحی انتخاب و به عنوان برگزیده یا شایسته تقدیر تعیین شده‌اند.